# Owen Laukkanen
Pour les articles homonymes, voir Laukkanen.
Owen Laukkanen, né le 20 février 1983 à Vancouver, est un écrivain canadien, auteur de roman policier.

## Biographie
Owen Laukkanen fait des études à l'Université de la Colombie-Britannique.
En 2012, il publie son premier roman, The Professionals, premier volume d'une série mettant en scène Kirk Stevens, un ancien agent du Bureau des arrestations criminelles et Carla Windermere, une jeune agent spécial du FBI au Minnesota. Ce roman est nommé pour les prix Anthony et Barry 2013 du meilleur premier roman. Il a également été répertorié comme l'un des 100 meilleurs romans de 2012 par Kirkus Reviews.
Sous le nom de Owen Matthews, il publie des romans pour adolescents dont en 2016, The Fixes, nommé pour le prix Anthony 2017 du meilleur roman pour adolescents.

## Œuvre

### Romans

#### SérieThe Professionals
- The Professionals (2012)
- Criminal Enterprise (2013)
- Kill Fee (2014)
- The Stolen Ones (2015)
- The Watcher in the Wall (2016)
- The Forgotten Girls (2017)

#### SérieMason Burke
- Deception Cove (2019)
- Lone Jack Trail (2020)

#### Autres romans
- Gale Force (2018)
- The Wild (2020)

### Romans signés Owen Matthews
- How To Win At High School (2015)
- The Fixes (2016)

## Prix et distinctions

### Nominations
- Prix Anthony 2013 du meilleur premier roman pour The Professionals[2]
- Prix Barry 2013 du meilleur premier roman pour The Professionals[3]
- Prix Thriller 2014 du meilleur roman pour Criminal Enterprise[4]
- Prix Barry 2016 du meilleur roman pour The Stolen Ones[3]
- Prix Anthony 2017 du meilleur roman pour adolescents pour The Fixes[2]